# Rolava
Rolava (německy Rohlau) je česká řeka v okresech Sokolov a Karlovy Vary, levý přítok řeky Ohře. Délka toku činí 36,7 km. Plocha povodí měří 137,3 km².

## Průběh toku
Řeka Rolava pramení v Přírodním parku Přebuz v Krušných horách, zhruba 1 km východně od Jeřábího vrchu (964 m) v blízkosti německých hranic, v nadmořské výšce 920,8 m (některé zdroje udávají 918 m). Pod zaniklou obcí Chaloupky opouští území přírodního parku Přebuz, přitéká do přírodního parku Jelení vrch, jenž opouští ve Vysoké Peci. Teče převážně jihovýchodním směrem, protéká městy Nejdek a Nová Role. Ústí do řeky Ohře na jejím 171,6 říčním kilometru v Karlových Varech (místní část Rybáře), v nadmořské výšce 370,3 m pod estakádou silnice I/6. Patří do pstruhového pásma.
Od 25. do 8. říčního kilometru má řeka značný spád a klesá zde v průměru o 2 %, tedy každý kilometr o 20 metrů. V Nejdku a Nové Roli protéká uměle vybudovaným korytem, které je tvořeno regulačními zdmi (Nejdek) a zpevněnými náspy (N. Role) a vzniklo z důvodu zamezení častým záplavám. Pod Novou Rolí se tok uklidňuje a klesání se zmenšuje.

### Větší přítoky
- levé – Jelení potok, Černá voda (jinak též Slatinný potok), Bílý potok, Limnice
- pravé – Rudný potok, Nejdecký potok

## Sjízdnost
Pro vodáky je řeka sjízdná jen v určitých částech a za nadprůměrného stavu vody. Obvykle se začíná v Nové Roli, při vysokém stavu vody i nad železniční zastávkou Suchá (15. km), zdatní vodáci někdy začínají i při soutoku s Černou vodou (25,2. km). Některé úseky jsou spojeny s přenášením lodí (umělé stupně až 2,5 metru vysoké). Nezbytností je uzavřená loď.

## Vodní režim
Průměrný průtok na 3,80 říčním kilometru činí 2,50 m³/s. Průměrný spád je 15,3 promile.
Hlásné profily:
| místo      | říční km | plocha povodí | průměrný průtok (Qa) | stoletá voda (Q100) |
| ---------- | -------- | ------------- | -------------------- | ------------------- |
| Nejdek     | 16,30    | 88,48 km²     | 1,86 m³/s            | 74,3 m³/s           |
| Stará Role | 3,80     | 126,35 km²    | 2,50 m³/s            | 99,6 m³/s           |

## Zajímavosti

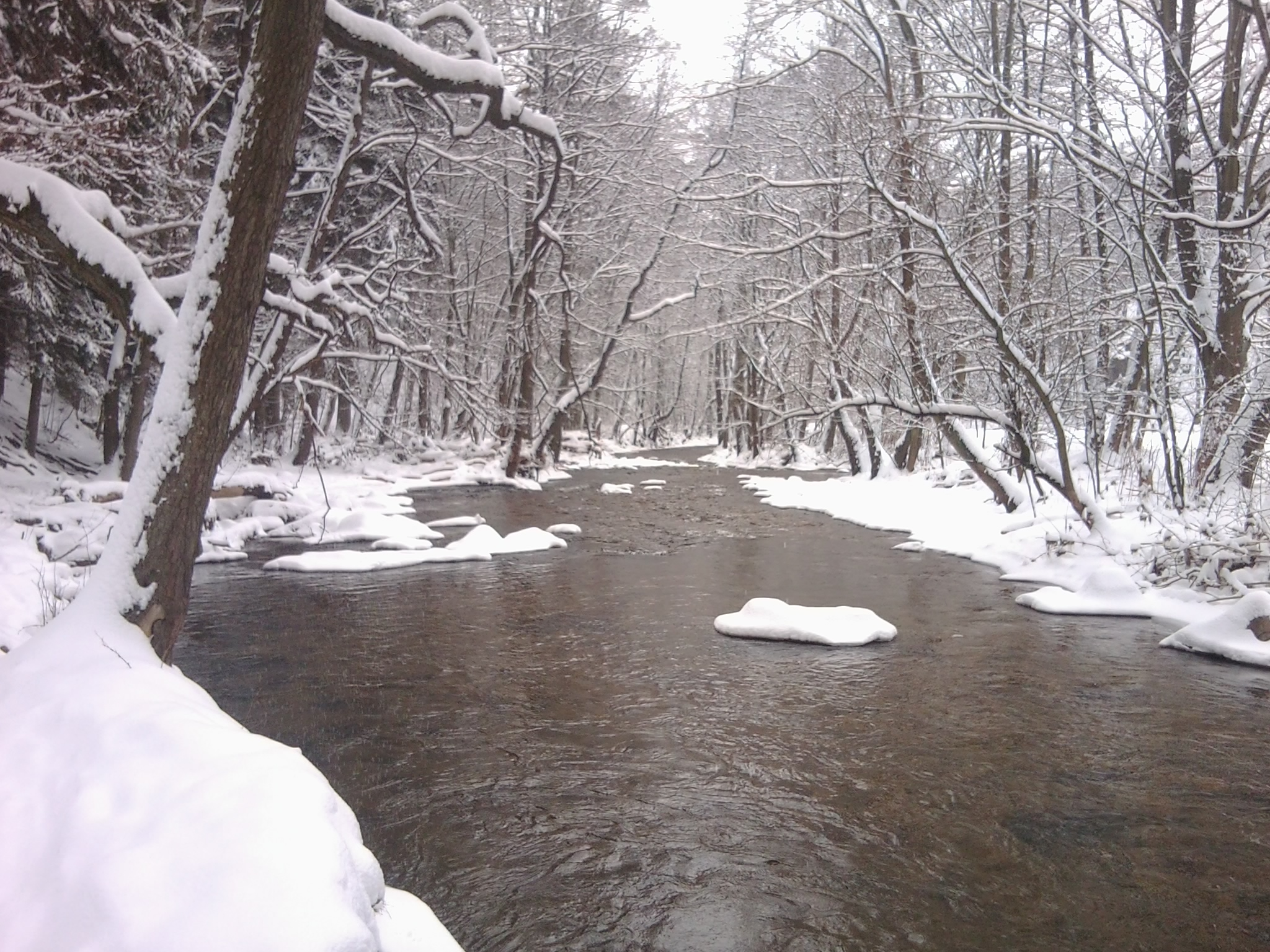
Zimní Rolava asi kilometr nad Novou Rolí

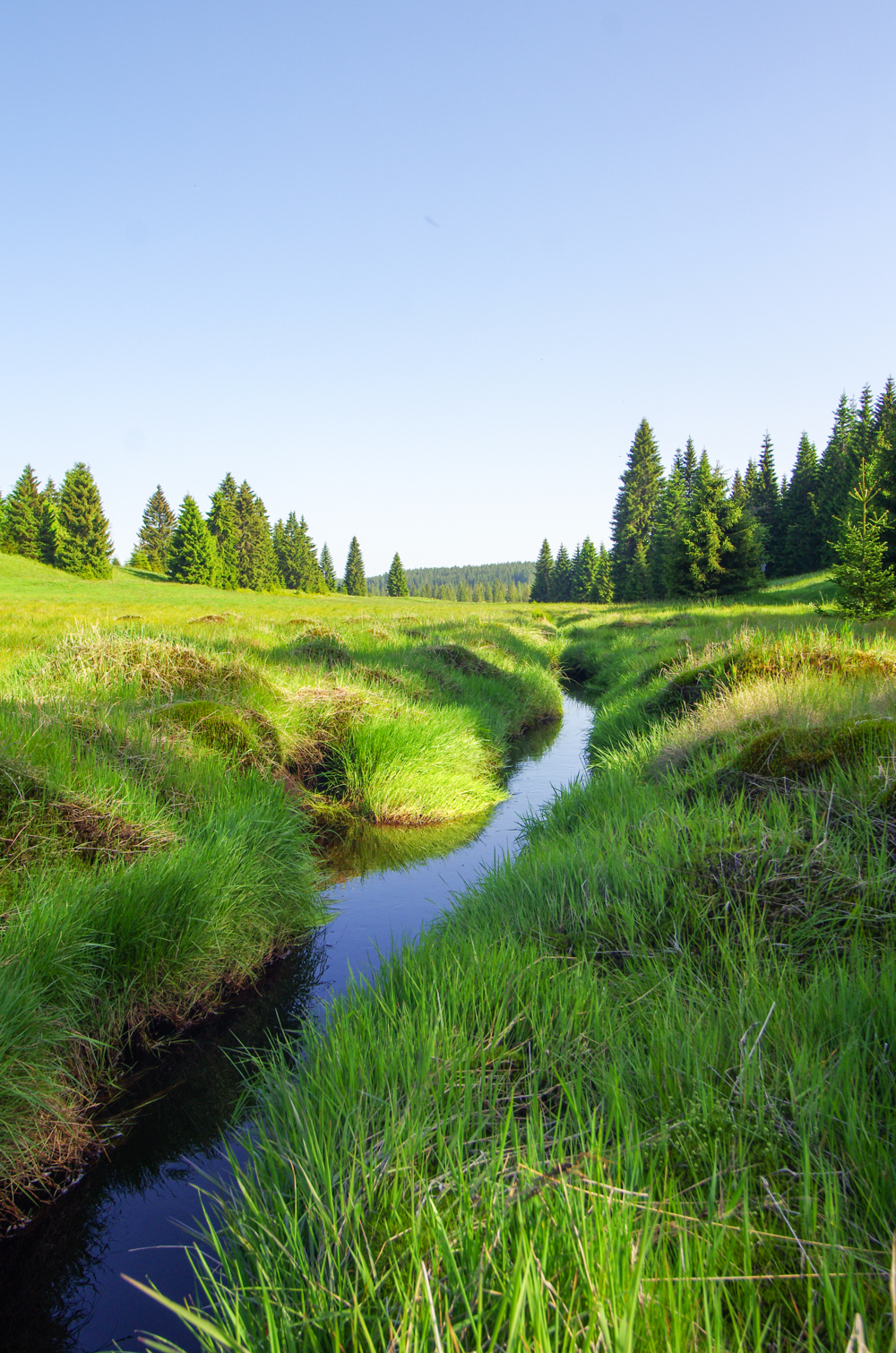
Na okraji národní přírodní rezervace Rolavská vrchoviště

- řeka Rolava těsně před soutokem s Ohří napájí vodou při napouštění stejnojmenné přírodní koupaliště (Koupaliště Rolava).
- u prameniště řeky se v historii dobýval cín metodou hlubinné těžby i rýžování.[5]
- prameniště je oblast vřesovišť a rašelinišť.